# 瓦尔德胡芬
瓦尔德胡芬（德語：Waldhufen）是德国萨克森州的市镇，隶属于格尔利茨县。总面积为58.76平方千米，截至2023年12月31日总人口为2,365人。